# Kahilajärvet
Kahilajärvet är en sjö i Kiruna kommun i Lappland och ingår i Torneälvens huvudavrinningsområde. Sjön har en area på 0,112 kvadratkilometer och ligger 335,9 meter över havet.

## Delavrinningsområde
Kahilajärvet ingår i det delavrinningsområde (753508-171764) som SMHI kallar för Mynnar i Torneälvens vattendragsyta. Medelhöjden är 371 meter över havet och ytan är 22,39 kvadratkilometer. Räknas de 7 avrinningsområdena uppströms in blir den ackumulerade arean 50,11 kvadratkilometer. Soutusjoki som avvattnar avrinningsområdet har biflödesordning 2, vilket innebär att vattnet flödar genom totalt 2 vattendrag innan det når havet efter 352 kilometer. Avrinningsområdet består mestadels av skog (83 procent) och sankmarker (14 procent). Avrinningsområdet har 0,61 kvadratkilometer vattenytor vilket ger det en sjöprocent på 2,7 procent.